# Partido de Familias Trabajadoras
El Partido de Familias Trabajadoras es un partido político estadounidense de izquierda, fundado en Nueva York en 1998 tras una coalición de sindicatos y grupos comunitarios. En diferentes contiendas electorales ha apoyado a los candidatos del Partido Demócrata. De hecho, algunos analistas consideran que el partido se conformó para presionar a los candidatos demócratas a prestar mayor atención a las necesidades de las organizaciones y alejarlos de una agenda más conservadora.

## Ideología
Se autodefine como "un partido que lucha por un mundo más justo, en donde la economía esté al servicio de todos" y propone "retomar el Sueño americano".
Entre sus propuestas figuran el pago del salario a los trabajadores que pidan licencia por enfermedad, el acceso a la vivienda, a la educación y a la salud en forma universal, fomentar la construcción de casas ecológicas, mayores impuestos para los ricos y financiación pública de las campañas electorales.
En 2004 en Nueva York y 2014 en Connecticut, el PMA vio la promulgación de una de sus más altas prioridades legislativas, un aumento en el salario mínimo estatal , que había apoyado desde sus inicios.
Otra plataforma importante del PMA es derrotar las " leyes de drogas de Rockefeller " en el estado de Nueva York, un remanente de cuando Nelson Rockefeller era gobernador. El PMA contribuyó en gran medida a la victoria de David Soares para el fiscal de distrito del condado de Albany, cuya plataforma se basó en la reforma de la política de drogas, mientras que en general adoptó un enfoque menos punitivo de la justicia penal. En 2020, el PMA ha respaldado a Matt Toporowski más progresista contra Soares para el DA del condado de Albany.

## Estrategia electoral
Al igual que otros partidos menores en el estado, el PMA se beneficia de las leyes de fusión electoral de Nueva York que permiten que el partido apoye al candidato de otro partido cuando sienta que se alinea con su plataforma. Esto permite que los votantes comprensivos apoyen a un partido menor sin sentir que están "desperdiciando" su voto. Por lo general, el PMA respalda al candidato del Partido Demócrata, pero ocasionalmente ha respaldado a candidatos moderados del Partido Republicano como estrategia para estimular la acción bipartidista en sus prioridades políticas.
En algunos casos, el PMA ha presentado sus propios candidatos. En la caótica situación que siguió al asesinato en 2003 del concejal de la ciudad de Nueva York James E. Davis por el rival político Othniel Askew , el hermano del concejal asesinado, Geoffrey Davis, fue elegido para sucederlo en las primarias demócratas. Cuando quedó claro que Geoffrey Davis carecía de la experiencia política de su difunto hermano, su compañera demócrata Letitia James decidió desafiarlo en las elecciones generales en la boleta del PMA y ganó el distrito 35 del Concejo Municipal de Brooklyn como el primer candidato de tercer partido elegido allí en 30 años. A pesar de este éxito, James volvió al Partido Demócrata cuando se postuló con éxito para la reelección en 2008.
Algunos de los candidatos respaldados por el partido incluyen al gobernador de Connecticut Dan Malloy, el candidato demócrata a la alcaldía de Chicago Jesús "Chuy" García, los senadores estadounidenses Chris Murphy (CT) y Jeff Merkley (OR), el alcalde de la ciudad de Nueva York Bill de Blasio, el gobernador de Nueva York Andrew Cuomo, y la defensora pública de la ciudad de Nueva York, Letitia James .

## Campañas

### Década de 1990
En las elecciones de 1998 para gobernador de Nueva York , el partido respaldó al candidato del Partido Demócrata, Peter Vallone. Debido a que recibió más de 50.000 votos en la línea del PMA, el partido obtuvo una línea de votación automática para los cuatro años siguientes.

### 2000

#### 2000
Patricia Eddington del PMA fue elegida para la Asamblea del Estado de Nueva York. En las elecciones de 2002, el Partido Liberal, que dirigía a Andrew Cuomo (que se había retirado de las primarias demócratas ), y el Partido Verde , que dirigía al académico Stanley Aronowitz, no lograron alcanzar ese umbral y perdieron las líneas de votación que habían ganado previamente. Esto dejó al PMA como el único partido minoritario de izquierda progresista con una línea de votación. Esta situación continuó hasta 2011, tras el respaldo cruzado del partido a Eliot Spitzer en las elecciones de 2006, en el que obtuvo más de 155.000 votos en la línea del Partido de las Familias Trabajadoras, más de tres veces los 50.000 requeridos.

#### 2006
En Carolina del Sur, el PMA apoyó a los candidatos al Congreso del partido demócrata Randy Maatta, (Distrito 1) y Lee Ballenger, (Distrito 3). En las elecciones a la Cámara de Representantes de Carolina del Sur, el PMA apoyó a los candidatos del Partido Demócrata Anton Gunn (Kershaw, Richland), Eugene Platt (Charleston). En Nueva York, el PMA apoyó a la lista estatal del Partido Demócrata.
En Massachusetts, Rand Wilson ganó suficientes votos en las elecciones generales para Auditor del Estado para garantizar el acceso a la boleta electoral del Partido de las Familias Trabajadoras en las siguientes elecciones. Wilson obtuvo el 19% de los votos en la carrera cara a cara contra el titular demócrata Joe DeNucci, lo que permitió el acceso a la boleta electoral en 2008. Sin embargo, la iniciativa electoral, la "pregunta 2", que permitiría que los candidatos fueran nominados por más de un partido, fracasó. El PMA en Massachusetts denominó la campaña de la pregunta 2 "Espinacas para la democracia". 

#### 2007
El PMA eligió a dos miembros del partido para el consejo de la ciudad de Hartford, Connecticut.

#### 2008
La convención del Partido de las Familias Trabajadoras de Carolina del Sur respaldó a cinco candidatos para cargos estatales y locales. Un candidato, Eugene Platt, que se postula para el Distrito 115 de la Casa del Estado de Carolina del Sur, también fue nominado por el Partido Verde de Carolina del Sur. La nominación de Michael Cone para la carrera por el Senado de los Estados Unidos, oponiéndose al titular Lindsey Graham, marcó la primera vez que el partido de Carolina del Sur nominó a alguien para un cargo estatal. Cone fue derrotado por Bob Conley, miembro del Comité Republicano del Condado de Horry, en las Primarias Demócratas.
El PMA de Connecticut ayudó a elegir al congresista Jim Himes, derrotando al congresista republicano Chris Shays .
El PMA apoyó a Barack Obama como presidente de los Estados Unidos en todos sus estados.

#### 2009
El PMA apoyó a varios candidatos para cargos locales, Bill Thompson para alcalde de la ciudad de Nueva York, Bill de Blasio para Public Advocate y Corey Ellis para alcalde de Albany. A Ellis le fue muy bien en las elecciones a la alcaldía de Albany de 2009, quedando en segundo lugar por delante del candidato republicano. El PMA también respaldó a ocho nuevos miembros del concejo municipal, incluidos Brad Lander y Jumaane Williams, quienes ayudaron a crear el Caucus Progresista del Concejo Municipal de Nueva York .
Dos candidatos para la Junta de Educación en Bridgeport, Connecticut, también recibieron apoyo del PMA y ahora son miembros de la junta.

### Década de 2010

#### 2010
Andrew Cuomo, el candidato demócrata a gobernador de Nueva York, aceptó el respaldo cruzado del Partido de las Familias Trabajadoras. Cuomo se postuló con el respaldo del PMA, porque el PMA aceptó sus posiciones políticas.
Ese mismo año, el PMA de Connecticut respaldó a Dannel Malloy para gobernador. Recibió 26,308 votos como candidato de las Familias Trabajadoras, lo que lo puso por delante de su oponente republicano y aseguró el acceso a la boleta electoral para el partido en ese estado. 

#### 2011
En Connecticut, el PMA ganó los tres escaños minoritarios en el concejo municipal de Hartford, eliminando por completo la representación republicana. A partir de 2016, el PMA sigue ocupando todos los escaños de las minorías en el Ayuntamiento de Hartford.

#### 2012
En Connecticut, el PMA respaldó la exitosa carrera de Chris Murphy contra la multimillonaria Linda McMahon por el escaño en el Senado de los Estados Unidos que dejó vacante Joe Lieberman, apoyó al líder y organizador de SEIU / CCAG Christopher Donovan para el quinto escaño en el Congreso de Connecticut, como así como también derrotó una iniciativa de votación en Bridgeport, Connecticut que habría abolido la junta de educación electa. En Oregon, el WFP respaldó a Jeff Reardon para la Cámara de Representantes, un retador que derrotó al demócrata Mike Schaufler en las primarias. El partido se opuso al historial conservador de Schaufler en impuestos, salud y medio ambiente.

#### 2013
En noviembre de 2013, el Partido respaldó a los candidatos exitosos de la ciudad de Nueva York Bill de Blasio a la alcaldía, Letitia James a la defensora pública y Scott Stringer a la Contraloría, así como a una docena de candidatos respaldados por el PMA al Concejo Municipal, lo que hizo crecer dramáticamente el Caucus Progresista. La línea de votación de las familias trabajadoras contribuyó con 42,640 votos al total de 795,679 votos de De Blasio, y 53,821 al total de 814,879 votos de James.

#### 2014
Después de considerar a Zephyr Teachout, el partido volvió a respaldar a Cuomo como gobernador de Nueva York a pesar de cierta insatisfacción y frustración con su primer mandato. Sin embargo, Cuomo resistió la influencia del partido y lo saboteó electoralmente. En 2010, más de 150.000 de sus votos llegaron a la línea del PMA. Al 7 de noviembre de 2014, 120.425 votos llegaron en la línea del PMA para Cuomo, menos que en 2010 probablemente debido a la "insatisfacción y frustración" que hizo caer al partido del cuarto al quinto lugar, detrás del Partido Conservador y el Partido Verde. 

#### 2015
En febrero, Edwin Gomes fue elegido para el Distrito 23 del Senado del Estado de Connecticut en una elección especial. Se convirtió en el primer candidato de la nación en ganar un cargo legislativo estatal que se postula únicamente como nominado por el Partido de las Familias Trabajadoras. Gomes derrotó a Richard DeJesus (D), Quentin Dreher (R) y los no afiliados Charles Hare y Kenneth H. Moales Jr. en las elecciones especiales del 24 de febrero. Sin embargo, el senador Gomes anteriormente sirvió al distrito como Estado Senador como demócrata y se unió a los demócratas al asumir el cargo.
El 5 de mayo de 2015, Diana Richardson ganó una elección especial para un escaño en la Asamblea del Estado de Nueva York , postulándose solo en la lista de Familias Trabajadoras.

#### 2016
En el otoño de 2015, el Partido de las Familias Trabajadoras llevó a cabo una campaña combinada de afiliación y una encuesta abierta entre sus miembros inscritos a quienes respaldar para la presidencia en 2016; el resultado es Bernie Sanders. Las cifras oficiales no fueron reveladas, pero el portavoz del partido y cofundador Dan Cantor dijo que los resultados fueron "abrumadoramente" a favor de Sanders, y algunas fuentes afirmaron que fue un 87 a 12 a 1 por ciento de votos con Sanders sobre Hillary Clinton y Martin. O'Malley respectivamente.  El Partido de las Familias Trabajadoras de Carolina del Sur apoyó al candidato demócrata Dimitri Cherry en su esfuerzo por destituir al congresista en ejercicio Mark Sanford en 1.er Distrito Congresional de Carolina del Sur; Cherry también obtuvo el respaldo del Partido Verde de Carolina del Sur, pero perdió ante Sanford en las elecciones generales. 

#### 2017
El 25 de abril de 2017, una elección especial para el distrito 7 de la Cámara de Representantes en Connecticut dio como resultado que Joshua M. Hall ganara bajo el boleto de Familias Trabajadoras, lo que permitió que el partido tomara un asiento en la cámara baja de la Legislatura estatal.
El 3 de octubre de 2017, una elección de segunda vuelta para el alcalde de Birmingham, Alabama, resultó en la elección de Randall Woodfin, quien había sido respaldado por el Partido de las Familias Trabajadoras.

#### 2018
En abril de 2018, un respaldo a Cynthia Nixon sobre el titular Andrew Cuomo en la candidatura de Cuomo para un tercer mandato como gobernador de Nueva York, lo que causó un cisma en el partido en el que los sindicatos, incluido el sindicato más grande de Nueva York, Service Employees International Union y Communications Workers of America para indicar que no apoyaría al partido en las elecciones. Se creía que el retiro dañaría significativamente las finanzas del partido, que en 2018 fue de $ 1.7 millones y el personal estatal de aproximadamente 15 personas. La batalla recibió una atención considerable ya que existía la preocupación de que Nixon pudiera haber extraído suficientes votos de Cuomo en las elecciones generales para permitir que un republicano fuera elegido.
En la carrera por el distrito 14 del Congreso de Nueva York, Joe Crowley permaneció en la boleta electoral como candidato del Partido de las Familias Trabajadoras a pesar de que el partido le retiró su apoyo después de su derrota en las primarias demócratas ante Alexandria Ocasio-Cortez .
En septiembre de 2018, Alessandra Biaggi recibió el respaldo de su candidatura al Senado del estado de Nueva York. 
El 5 de octubre de 2018, el Partido de las Familias Trabajadoras eximió a Cynthia Nixon de su boleta en la boleta de las elecciones generales y acordó respaldar a Cuomo, quien derrotó a Nixon en las primarias demócratas, por un tercer mandato.

#### 2019
El 16 de septiembre de 2019, el Partido de las Familias Trabajadoras respaldó a Elizabeth Warren en las primarias presidenciales del Partido Demócrata de 2020. En las primarias de 2016, el partido respaldó a Bernie Sanders, uno de los oponentes de Warren en las primarias de 2020. Se produjo una reacción violenta después de que se tomó esa decisión debido a la negativa del PMA a publicar el voto; ya habían publicado el voto en 2016. Jacobin especuló que Sanders probablemente había ganado el voto de membresía del partido, lo que implicaba matemáticamente que Warren recibió del 82% al 100% del voto de liderazgo y solo recibió entre el 22% y el 40% de apoyo de los miembros.
El 5 de noviembre de 2019, la candidata del Partido de las Familias Trabajadoras, Kendra Brooks, ganó un escaño de At-Large en el Concejo Municipal de Filadelfia. El Ayuntamiento reserva dos escaños para un partido minoritario, y esta es la primera vez que uno de esos escaños fue para un candidato que no está en la línea demócrata o republicana en cuarenta años.

### 2020

#### 2020
El 9 de marzo de 2020, después de que Elizabeth Warren se retirara de las primarias presidenciales del Partido Demócrata de 2020, el Partido de las Familias Trabajadoras respaldó a Bernie Sanders para presidente. Respaldaron a Joe Biden el 13 de agosto de 2020, durante el período previo a la Convención Nacional Demócrata de 2020.

#### 2021
El Partido de las Familias Trabajadoras inicialmente otorgó un respaldo clasificado para las elecciones a la alcaldía de la ciudad de Nueva York de 2021; los miembros votaron para clasificar a Scott Stringer en primer lugar, Dianne Morales en segundo lugar y Maya Wiley en tercer lugar. Después de que Stringer fue acusado de agresión sexual, rescindieron su respaldo y emitieron un respaldo doble para Morales y Wiley. Luego respaldaron a Wiley después de que el personal de la campaña de Morales alegara una ruptura sindical.

## Liderazgo
Daniel Cantor, miembro del personal de la campaña presidencial de Jesse Jackson en 1988, y Joel Rogers, profesor de derecho de la Universidad de Wisconsin y editor de la revista Nation, lanzaron el partido en 1992. "No estamos postulando gente para presidente o senador, ¡al menos no todavía! —Pero para los concejos municipales, las juntas de condado, el comisionado de aguas, las juntas escolares, el escaño ocasional de la asamblea estatal. Sólo después de habernos establecido en este nivel local intentaremos ascender en el grasiento poste electoral".
Los directores estatales del PMA son Sochie Nnaemeka (NY), Lindsay Farrell (CT), Sue Altman (NJ), Brandon Evans (PA), Karly Edwards (OR), Jay Hutchins (MD), Delvone Michael (DC), Marina Dimitrijevic (WI), Ryan Frankenberry (WV), y Georgia Hollister-Isman (RI). El director nacional del PMA es Maurice Mitchell.

## Recepción
Algunos comentaristas de izquierda han criticado al PMA por no estar suficientemente comprometido con los principios progresistas. Después de las elecciones para gobernador del estado de Nueva York de 2010, Billy Wharton argumentó que Andrew Cuomo obtuvo concesiones significativas del PMA al rechazar inicialmente su respaldo (y así poner en peligro su acceso a la boleta electoral). Asimismo, el editor del World Socialist Web Site ha calificado al PMA de partido "oportunista" por su estrecha colaboración con los demócratas.
En agosto de 2009, varios medios de comunicación plantearon preguntas sobre la relación entre el PMA, un partido político sin fines de lucro y una empresa privada con fines de lucro llamada Data and Field Services (DFS). Un editorial en The New York Times cuestionó si DFS podría estar cobrando a clientes selectos por debajo de las tarifas del mercado por servicios políticos. En agosto de 2010, la investigación federal sobre la parte terminó sin que se presentaran cargos y no se remitieran cargos a otras agencias de aplicación de la ley.
En 2011, el director del PMA de Connecticut, Jon Green, recibió una multa de $ 10,000 por no usar su placa que lo identificaba como cabildero mientras realizaba esfuerzos de cabildeo.